# آزمایش آلبرت کوچولو

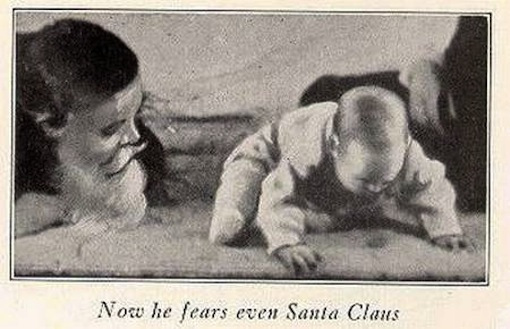
عکس از آزمایش

آزمایش آلبرت کوچولو (انگلیسی: Little Albert experiment) یک آزمایش کنترل شده بود. قصد این آزمایش، مطالعه چگونگی بروز و آثار واکنش‌های شرطی در مورد رفتار انسان بود. قصد دیگر این مطالعات، بررسی گسترش احتمالی شرطی شدن کلاسیک و تعمیم موارد مشروط به موارد عام نسبتاً مشابه، در رفتار بود. مسئولیت اصلی انجام این آزمایش در سال ۱۹۲۰ بنام «جان بی. واتسون» دانشجوی کارشناسی ارشد «دانشگاه جانز هاپکینز» ثبت شده‌است. واتسون پس از مشاهداتی که از رفتار کودکان بعمل آورده بود، فرض را بر این قرار داد که واکنش حس ترس در کودکان، در اثر شنیدن یک صدای ناگهانی، ذاتی و بلاشرط است. او بر اساس اصول رفتار شرطی در جانوران، تصمیم گرفت با استفاده از واکنشهای ذاتی، مانند ترس از صدای ناگهانی و بلند در آلبرت، رفتار پسر بچه را در رویارویی با یک موش و لمس جانور، شرطی کند. آلبرت در مقدمه آشنایی، ترسی از موش بروز نداده بود. اما پس از آنکه چندین بار همزمان با حضور موش به‌وسیله صدای ناگهانی کوبیدن سنج ترسانده شده بود، شروع به بروز ترس از موش کرد. بزودی ترس از موش به اشیائی شبیه موش، مثل خرگوش و حتی مجسمه موش نیز تعمیم پیدا کرد.
در زمان اتمام این مطالعات، آلبرت حدود یک سال داشت. آزمایش‌هایی که روی آلبرت انجام گرفت نه تنها از دیدگاه اخلاق و حقوق، مورد انتقاد شدید قرار گرفته‌است؛ بلکه از نظر علمی نیز مورد انتقاد بوده‌است. از جمله به این خاطر که ظاهراً این آزمایش تنها روی یکنفر انجام گرفته و فاقد مقایسه لازم با نمونه قابل محک (کودکان سالم) بوده‌است.